# Gesonia stictigramma
Gesonia stictigramma là một loài bướm đêm trong họ Noctuidae.